# Schillstraße 5 (Stralsund)

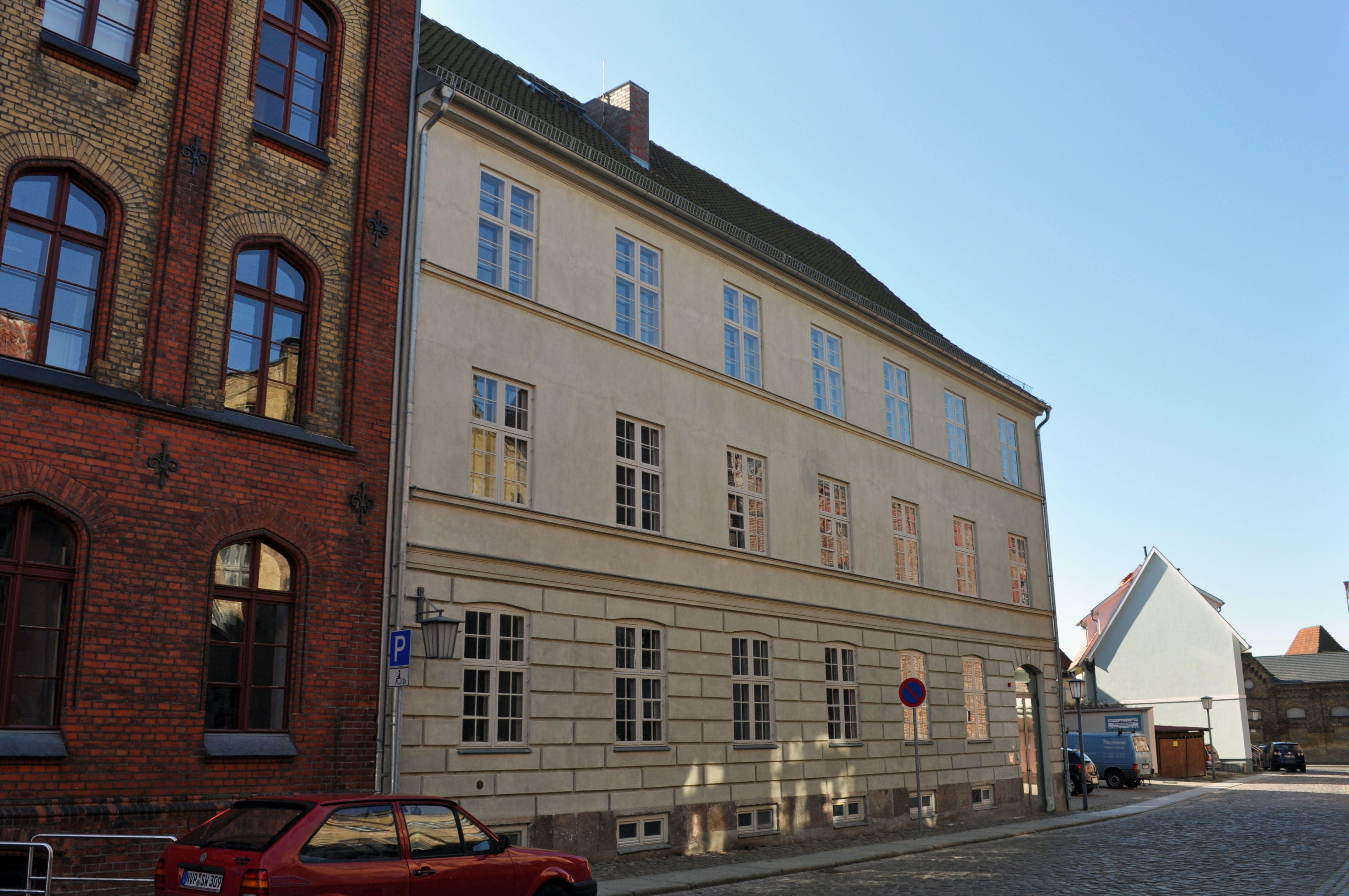
Das Haus Schillstraße 5 in Stralsund (2012)

Das Gebäude mit der postalischen Adresse Schillstraße 5 ist ein denkmalgeschütztes Bauwerk in der Schillstraße in Stralsund.
Der dreigeschossige und siebenachsige traufständige Putzbau wurde im Jahr 1824 zweigeschossig errichtet. Im Jahr 1863 wurde das Nachbarhaus Schillstraße 6 errichtet und im Haus Nr. 5 das zweite Obergeschoss aufgesetzt.
Die Fassade weist im Erdgeschoss eine Rustizierung auf, zudem sind Gurtgesimse zu sehen.
Das Haus liegt im Kerngebiet des von der UNESCO als Weltkulturerbe anerkannten Stadtgebietes des Kulturgutes „Historische Altstädte Stralsund und Wismar“. In die Liste der Baudenkmale in Stralsund ist es mit der Nummer 676 eingetragen.